# Pokémon: XY-afsnit
Pokémon: XY  er den syttende sæson af Pokémon og den første del af Pokémon Serien: XY, en japansk anime-TV-serie, kendt i Japan under navnet Pocket Monsters: XY (ポケットモンスター エックスワイ Poketto Monsutā Ekkusu Wai). Den blev oprindeligt sendt i Japan på TV Tokyo fra den 17. oktober 2013 til den 30. oktober 2014, og senere i Danmark på Disney XD fra den 26. oktober 2014, dog er det uvist, hvornår det sidste afsnit blev sendt. Den danske versionering er lavet af SDI Media og er baseret på den amerikanske udgave, som er produceret af The Pokémon Company.
I Denne sæson rejser Ash Ketchum og hans trofaste Makker Pikachu til Kalos Region for at udfordre kalos salene for at vinde de 8 badges der giver ham adgang til at deltage i Kalos Ligaen Ham og Pikachu rejser sammen med Lumiose City sal lederen Clemont, hans lille søster Bonnie og Ashs Barndoms Ven Serena. De 4 helte bliver selvfølgelig forfulgt af Team Rocket bestående af Jessie, James, Meowth og Wobbuffet som er tilbage efter dens fravær fra Black and White serien de 4 skurke vil gøre alt for at sjæle Ash's Pikachu og deres Pokemoner som de vil give til deres elskede Boss Giovanni så han kan erobre hele verden, vore helte vil også opdage en helt ny særlige metode som hedder Mega Udvikling hvor pokemoner bliver forvandlet i en ny form og bliver endnu stærkere men det kræver at træneren har en nøglesten og Pokemonen har en mega sten og det kræver et virkeligt stærkt bånd i mellem Træneren og Pokemonen for at det vil virke men Pokemonen skifter tilbage til deres originale form efter kampen er slut.

## Afsnit
| Nr. i serie | Nr. i sæson | Dansk titel Japansk titel | Japansk visning    | Dansk visning        |
| ----------- | ----------- | --- | ------------------ | -------------------- |
| 802         | 1           | "Kalos: Hvor drømme og eventyr begynder!" "Karosu-chihō ni Yattekita! Yume to Bōken no Hajimari!!" (カロス地方にやってきた！夢と冒険のはじまり！！) | 17. oktober 2013   | 26. oktober 2014     |
| 803         | 2           | "Jagten i Lumiose City!" "Mega Shinka to Purizumu Tawā!" (メガシンカとプリズムタワー！)                                                             | 17. oktober 2013   | Ukendt               |
| 804         | 3           | "En heftig kamp i luften!" "Keromatsu Bui Esu Yayakoma! Kūchūkidō Batoru!!" (ケロマツVSヤヤコマ！空中機動バトル！！)                                | 24. oktober 2013   | Ukendt               |
| 805         | 4           | "Et chokerende flabet venskab!" "Pikachū to Dedenne! Hoppesurisuri!!" (ピカチュウとデデンネ！ほっぺすりすり！！)                                    | 31. oktober 2013   | Ukendt               |
| 806         | 5           | "En stormfuld Santalune Salkamp!" "Hakudan Jimu Sen! Kareinaru Bibiyon no Mai Batoru!!" (ハクダンジム戦！華麗なるビビヨンの舞バトル！！)            | 7. november 2013   | Ukendt               |
| 807         | 6           | "En kamp på glatis!" "Hyōjō Kessen! Pikachū Tai Bibiyon!!" (氷上決戦！ピカチュウVSビビヨン！！)                                                     | 14. november 2013  | Ukendt               |
| 808         | 7           | "Den vilde jagt til Rhyhorn-løbet!" "Serena ni Omakase!? Gekisō Saihōn Rēsu!" (セレナにおまかせ！？激走サイホーンレース！)                          | 21. november 2013  | Ukendt               |
| 809         | 8           | "Furfrou i Pokémon-salonen!" "Pokemon Torimā to Torimian!" (ポケモントリマーとトリミアン！)                                                         | 28. november 2013  | Ukendt               |
| 810         | 9           | "Clemonts hemmelighed!" "Miare Jimu Kōryaku! Shitoron no Himitsu!!" (ミアレジム攻略！シトロンの秘密！！)                                            | 5. december 2013   | Ukendt               |
| 811         | 10          | "Mega-Mega Meowth-mani!" "Harimaron Tai Mega Mega Nyāsu!!" (ハリマロンVSメガメガニャース！！)                                                       | 12. december 2013  | Ukendt               |
| 812         | 11          | "Den bambusende skov!" "Chikurin no Tsuiseki! Yanchamu to Goronda!!" (竹林の追跡！ヤンチャムとゴロンダ！！)                                         | 19. december 2013  | Ukendt               |
| 813         | 12          | "Sådan fanger man en Pokémon-smugler!" "Pokemon Baiyā wo Tsukamero! Kofūrai Gisō Sakusen!!" (ポケモンバイヤーを捕まえろ！コフーライ偽装作戦！！)    | 9. januar 2014     | Ukendt               |
| 814         | 13          | "Kaos i børnehaveklassen!" "Ninfia Tai Keromatsu! Yōchien wa Ōsawagi!!" (ニンフィアVSケロマツ！幼稚園は大さわぎ！！)                                | 16. januar 2014    | Ukendt               |
| 815         | 14          | "Stormly!" "Bukimi na Amayadori! Nyasupā wa Miteita!!" (ぶきみな雨宿り！ニャスパーは見ていた！！)                                                   | 30. januar 2014    | Ukendt               |
| 816         | 15          | "Kampsulten!" "Harimaron Bui Esu Mafokushī! Daietto Batoru!?" (ハリマロンVSマフォクシー！ダイエットバトル！？)                                      | 6. februar 2014    | Ukendt               |
| 817         | 16          | "En chokerende forveksling!" "Dedenne ga Pichū de Pichū ga Dedenne de...!?" (デデンネがピチューでピチューがデデンネで…！？)                         | 13. februar 2014   | Ukendt               |
| 818         | 17          | "En bølge af ninja-visdom!" "Keromatsu Tai Gekogashira! Ninja Batoru!!" (ケロマツ対ゲコガシラ！忍者バトル！！)                                      | 20. februar 2014   | Ukendt               |
| 819         | 18          | "At vække den sovende kæmpe!" "Kabigon o Okose! Parufamu Kyūden de Batoru Desu!!" (カビゴンを起こせ！パルファム宮殿でバトルです！！)                | 27. februar 2014   | Ukendt               |
| 820         | 19          | "En erobringskonspiration!" "Madamu Ekkusu no Inbō! Kyōfu no Karamanero!!" (マダムＸの陰謀！恐怖のカラマネロ！！)                                   | 13. marts 2014     | Ukendt               |
| 821         | 20          | "Titlerne brydes på slottet!" "Chōsen Batoru Shatō! Biora Bui Esu Zakuro!!" (挑戦バトルシャトー！ビオラVSザクロ！！)                                | 20. marts 2014     | Ukendt               |
| 822         | 21          | "En Pokévideo for fremtiden!" "Debyū desu! Serena to Fokko de Pokebijon!!" (デビューです！セレナとフォッコでポケビジョン！！)                       | 27. marts 2014     | Ukendt               |
| —           | —           | "Saikyō Mega Shinka ~Act I~" (最強メガシンカ～ActⅠ～)                                                                                               | 3. april 2014      | Ikke sendt i Danmark |
| 823         | 22          | "Med kurs mod guldet!" "Ōgon no Koikingu o Tsuriagero!!" (黄金のコイキングを釣り上げろ！！)                                                         | 10. april 2014     | Ukendt               |
| 824         | 23          | "Tilbage til kulden!" "Ōrora no Kizuna! Amarurusu to Amaruruga!!" (オーロラの絆！アマルスとアマルルガ！！)                                          | 17. april 2014     | Ukendt               |
| 825         | 24          | "Bjergbestigning!" "Shōyō Jimu-sen! Pikachū Tai Chigorasu!!" (ショウヨウジム戦！ピカチュウ対チゴラス！！)                                           | 24. april 2014     | Ukendt               |
| 826         | 25          | "En kamp på liv og kage!" "Peroppafu to Perorīmu!! Amai Tatakai wa Amakunai!?" (ペロッパフとペロリーム！！甘い戦いはあまくない！？)                 | 8. maj 2014        | Ukendt               |
| 827         | 26          | "På jagt efter en feblomst!" "Furabebe to Yōsei no Hana" (フラベベと妖精の花！)                                                                     | 15. maj 2014       | Ukendt               |
| 828         | 27          | "Udviklingens bånd!" "Chanpion Karune Tōjō! Kiri no Naka no Mega Sānaito!!" (チャンピオン・カルネ登場！霧の中のメガサーナイト！！)                  | 22. maj 2014       | Ukendt               |
| 829         | 28          | "Helte, venner og falske venner!" "Jajān! Nise Satoshi Arawareru!!" (ジャジャーン！ニセ サトシ現る！！)                                             | 29. maj 2014       | Ukendt               |
| 830         | 29          | "Megaafsløringer!" "Koruni to Rukario! Megashinka no Himitsu!!" (コルニとルカリオ！メガシンカの秘密！！)                                            | 29. maj 2014       | Ukendt               |
| 831         | 30          | "Prøvelsernes hule!" "Rukario Tai Bashāmo! Shiren no Dōkutsu!!" (ルカリオＶＳバシャーモ！試練の洞窟！！)                                            | 5. juni 2014       | Ukendt               |
| 832         | 31          | "Aurastormen!" "Mega Rukario Tai Mega Rukario! Hadō no Arashi!!" (メガルカリオ対メガルカリオ！波導の嵐！！)                                         | 12. juni 2014      | Ukendt               |
| 833         | 32          | "Et råb bag auraen!" "Yobiau Kokoro! Hadō no Mukō e!!" (呼び合う心！波導のむこうへ！！)                                                             | 19. juni 2014      | Ukendt               |
| 834         | 33          | "Mega-udviklingens bånd!" "Mega Rukario Tai Mega Kuchīto! Megashinka no Kizuna!!" (メガルカリオ対メガクチート！メガシンカの絆！！)                  | 3. juli 2014       | Ukendt               |
| 835         | 34          | "Skovens Champion!" "Mori no Chanpion! Ruchaburu Tōjō!" (森のチャンピオン！ルチャブル登場！！)                                                      | 10. juli 2014      | Ukendt               |
| 836         | 35          | "Kampe i luften!" "Sukai Batoru!? Ruchaburu Tai Faiarō!!" (スカイバトル！？ルチャブル対ファイアロー！！)                                            | 24. juli 2014      | Ukendt               |
| 837         | 36          | "Spejlgrotten!" "Utsushimi no Dōkutsu! Kagami no Kuni no Satoshi to Satoshi!?" (うつしみの洞窟！鏡の国のサトシとサトシ！？)                         | 31. juli 2014      | Ukendt               |
| 838         | 37          | "Nye venskaber i skoven!" "Ugomeku Mori no Ōrotto!" (蠢く森のオーロット！)                                                                          | 7. august 2014     | Ukendt               |
| 839         | 38          | "Sommeropdagelser!" "Pokemon Samā Kyanpu! Raibaru Sanningumi Tōjō!!" (ポケモン・サマーキャンプ！ライバル三人組登場！！)                             | 14. august 2014    | Ukendt               |
| 840         | 39          | "En kanonsucces, dag tre!" "Serena Bui Esu Sana! Pokebijon Taiketsu!!" (セレナＶＳサナ！ポケビジョン対決！！)                                       | 21. august 2014    | Ukendt               |
| 841         | 40          | "Et tåget Pokémon-orienteringsløb!" "Pokeentēringu! Kiri no Naka no Ekkusu!!" (ポケエンテーリング！霧の中のＸ！！)                                  | 28. august 2014    | Ukendt               |
| 842         | 41          | "En kamp lige ind i Æresgalleriet!" "Chīmu Batoru! Dentōiri Kessen!!" (チームバトル！殿堂入り決戦！！)                                              | 4. september 2014  | Ukendt               |
| 843         | 42          | "Megaudviklingens oprindelse!" "Masutā Tawā! Megashinka no Rekishi!!" (マスタータワー！メガシンカの歴史！！)                                        | 18. september 2014 | Ukendt               |
| 844         | 43          | "Opgør i Shalour-Salen!" "Shara Jimu Sen! Pikachū Bui Esu Mega Rukario!!" (シャラジム戦！ピカチュウVSメガルカリオ！！)                              | 25. september 2014 | Ukendt               |
| 845         | 44          | "Søskenderivalisering!" "Shitoron Tai Yurīka!? Nyaonikusu de Kyōdai Batoru!!" (シトロン対ユリーカ！？ニャオニクスできょうだいバトル！！)            | 2. oktober 2014    | Ukendt               |
| 846         | 45          | "En klodset kaosknuser!" "Dojikko Pukurin Bui Esu Bōsō Bōmanda!!" (どじっこプクリンVS暴走ボーマンダ！！)                                            | 9. oktober 2014    | Ukendt               |
| 847         | 46          | "En artists drøm!" "Serena, Hatsu Getto!? Yanchamu Bui Esu Fokko!!" (セレナ、初ゲット！？ヤンチャムVSフォッコ！！)                                  | 16. oktober 2014   | Ukendt               |
| 848         | 47          | "Genforeningen!" "Shitoron, Omoide no Kyanpasu! Dengeki no Saikai!!" (シトロン、想い出のキャンパス！電撃の再会！！)                                 | 23. oktober 2014   | Ukendt               |
| 849         | 48          | "Bonnie i forsvaret!" "Shutsudō Rapurasu Bōeitai! Yurīka Ganbaru!!" (出動ラプラス防衛隊！ユリーカがんばる！！)                                      | 30. oktober 2014   | Ukendt               |

## Stemmer
| Karakter    | Japansk            | Dansk                |
| ----------- | ------------------ | -------------------- |
| Ash Ketchum | Rika Matsumoto     | Mathias Klenske      |
| Pikachu     | Ikue Ōtani         | Ikue Ōtani           |
| Serena      | Mayuki Makiguchi   | Clara Rugaard-Larsen |
| Clemont     | Yūki Kaji          | Alex Høgh Andersen   |
| Bonnie      | Mariya Ise         | Mia Aunbirk          |
| Jessie      | Megumi Hayashibara | Ann Hjort            |
| James       | Shinichiro Miki    | Thomas Kirk          |
| Meowth      | Inuko Inuyama      | Peter Zhelder        |
| Fortæller   | Unshō Ishizuka     | Torben Sekov         |

## Hjemmeudgivelser
I Japan er sæsonen blevet fuldt udgivet til udlejning, men købeudgivelser er begrænset til visse afsnit. Sæsonen har fået en komplet hjemmeudgivelse på engelsk i USA og Australien på nær Mega-specialen.
I Danmark har denne sæson ikke set nogen form for hjemmeudgivelse.